# Nino Cesarini
Nino Cesarini, talvolta menzionato con il nome anagrafico Antonio Cesarini (Roma, 30 settembre 1889 – Roma, 24 ottobre 1943), è stato un modello italiano.
Durante la sua giovinezza posò per vari artisti, come il pittore Paul Hoecker e lo scultore Vincenzo Gemito, che lo hanno rappresentato come prototipo di bellezza maschile sotto una luce fortemente omoerotica.

## Biografia
Nino Cesarini nasce a Roma, a via Tiburtina 56, al terzo piano di un caseggiato popolare, in una famiglia di modestissima estrazione sociale proveniente da Castel Madama. Rimasto orfano, nel 1900, prima della madre, Rosa Cherubini, e poi del padre Michele (che mai si erano sposati), visse con i suoi fratelli, Mariano e Maria, in un'angusta casa in via della Croce, a pochi passi dal secondo studio romano del fotografo Wilhelm von Plüschow nell'attuale via del Corso 333. In seguito all'incontro con il barone Jacques d'Adelswärd-Fersen, suo protettore e compagno di vita, avvenuto nel 1904, quando Nino aveva 15 anni, lasciò Roma e la famiglia per trasferirsi con lui a Capri in qualità di segretario. Fersen si stava costruendo sull'isola una splendida dimora (Villa Lysis), dedicata alla "jeunesse d'amour", che ornò con statue e quadri raffiguranti soprattutto il suo giovane amante nudo.
Considerato di particolare bellezza e dotato del suo famoso "profilo alla romana" (da medaglia romana, per l'esattezza) Nino Cesarini posò per Paul Hoecker (il cui ritratto, del 1905 circa, è recentemente riemerso alla luce in Germania) e per dei pannelli murali di Umberto Brunelleschi (1879-1949) che ornavano il vestibolo della villa, oggi andati dispersi. Lo scultore calabrese Francesco Jerace (1854-1937), modellò una statua in bronzo di Nino nudo (ca. 1906) che fu collocata sul belvedere esterno della villa di Capri. Anche Vincenzo Gemito lo ritrasse, in età adulta, in uno schizzo di profilo, tuttora di proprietà degli eredi di Cesarini.
Contrariamente a quanto si sente comunemente dire, invece, non esiste alcuna prova del fatto che lo abbia ritratto il fotografo Wilhelm von Plüschow in "età adulta", nonostante esistano foto di Villa Lysis e di Capri con timbro e firma al retro del fotografo. Pertanto, alcuni famosi scatti di Plüschow normalmente a lui attribuiti come ritratti di Nino Cesarini, in "foggia all'Antica" o come "Martire Cristiano" con l'aureola, si riferirebbero in realtà ad un altro modello romano del fotografo. L'unico scatto di Plüschow a noi rimasto che pare riprodurre Cesarini, lo ritrarrebbe, in epoca precedente all'incontro con Fersen, in una posa di nudo, di spalle, con un elmo sulla testa. Gli altri due ritratti di Nino Cesarini adolescente a Villa Lysis (una in foggia romana con una scultura d'un Genio Alato tra le mani) che potrebbero essere attribuibili a von Plüschow non hanno attribuzione certa, pur se oggi sono riprodotti in numerose pubblicazioni di storia caprese.
Dopo la morte di Fersen, avvenuta a Capri il 7 novembre del 1923 per overdose da ingestione di cocaina disciolta in una coppa di champagne, gli avvocati della sua famiglia insinuarono il sospetto che il Cesarini lo avesse avvelenato. La notizia fu anche riportata dai quotidiani napoletani pochi giorni dopo la morte di Fersen. Infatti nel testamento il barone gli lasciava un'eredità di 300.000 franchi e l'usufrutto vitalizio di Villa Lysis. Ma l'indagine delle Forze di Polizia, gli interrogatori dei testimoni presenti al momento del suicidio di Fersen e l'esame necroscopico eseguito a Roma sul cadavere, scagionarono del tutto il Cesarini. Il quale, tempo dopo, concordò in cambio di 200.000 lire con l'unica famigliare ed erede di Fersen, la sorella Germaine (1888-1973), sposata a Napoli con il Senatore Marchese Alfredo Capece Minutolo di Bugnano dei Duchi di San Valentino (1871-1942), la rinuncia all'usufrutto della villa, i cui costi di manutenzione eccedevano le sue possibilità economiche. Per alcuni anni Villa Lysis andò effettivamente in affitto d'estate, per coprire i costi di gestione, a personaggi famosi dell'entourage omosessuale d'alto bordo internazionale (un celebre pianista americano e poi uno dei più famosi fotografi di moda dell'epoca). Ma le pressioni della notabile famiglia napoletana dei Capece Minutolo di Bugnano, con enormi agganci politici, riuscì a spingere la Questura di Napoli o il Comune di Capri in pieno periodo Fascista ad eseguire una fulminea espulsione per "motivi di ordine pubblico ed immoralità" di tutti i nuovi affittuari della villa. Fu proprio questo il motivo con cui si riuscì a forzare la mano a Nino Cesarini nella sua rinuncia definitiva a Villa Lysis. Nino tornò così definitivamente sconfitto a vivere nella sua città natale. 
A Roma, Nino Cesarini aveva affidato la proprietà di un'edicola in Via Veneto al nipote Oberdan, tenendo per sé altre due attività commerciali in altri settori che lo fecero vivere senza preoccupazioni economiche. Negli ultimi anni però la sua salute aveva finito per risentire dell'abuso delle sostanze stupefacenti (oppio e cocaina) a cui era stato abituato durante gli anni di convivenza col barone Fersen, portandolo a condurre una vita ritirata tra continui abbattimenti sia fisici che mentali e ad un improvviso collasso a soli 54 anni, nella sua casa romana di via della Stamperia 67. Rimase celibe per tutta la vita.
Le sue spoglie sono custodite a Roma nel cimitero monumentale di Campo Verano, nella sezione meglio conosciuta come La Scogliera, ove c'è la sua tomba di famiglia.

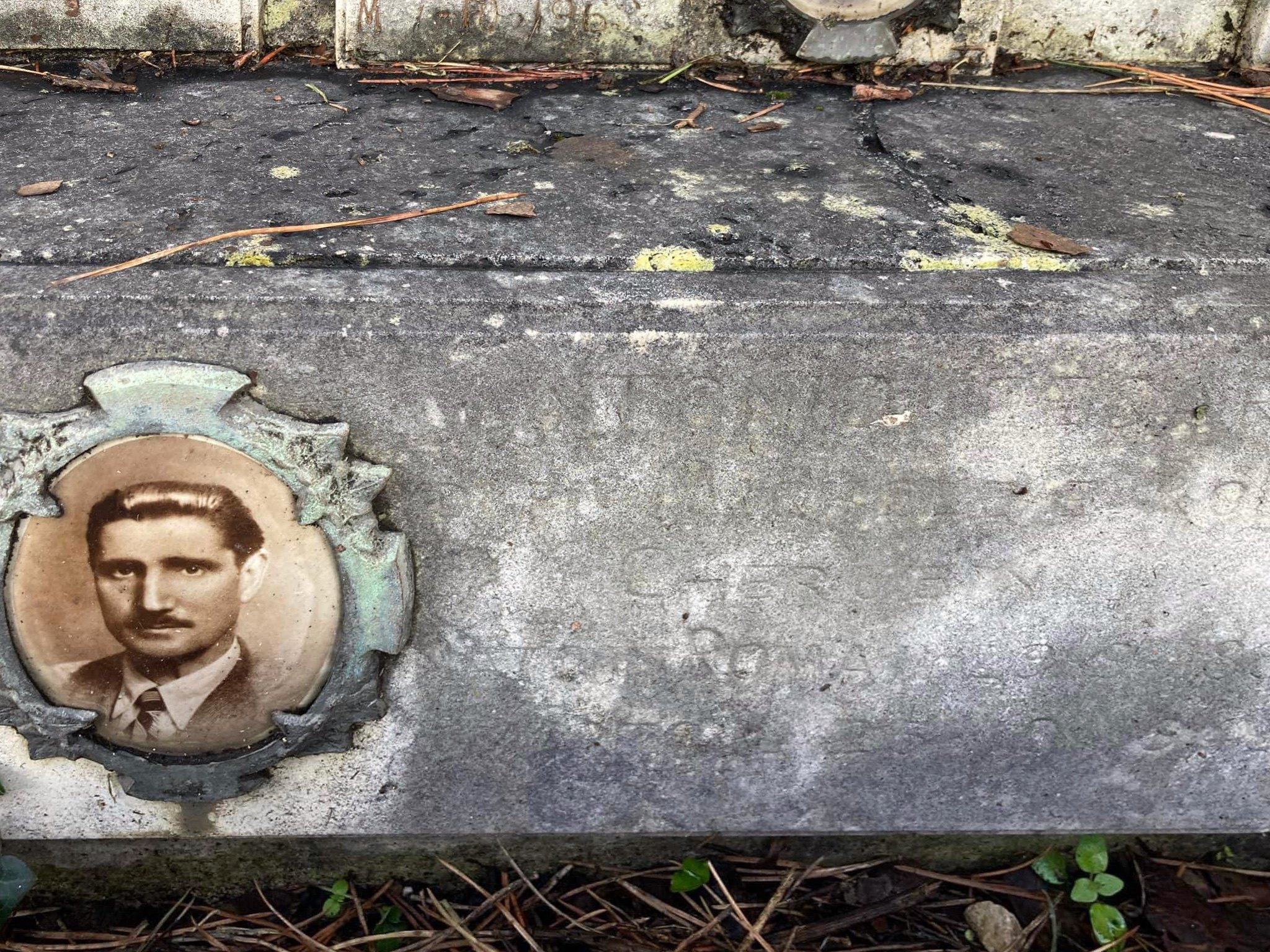
Tomba di Nino Cesarini

La figura di Nino Cesarini finì nel dimenticatoio per lunghi decenni d'oblio, finché lo scrittore francese Roger Peyrefitte non riportò alla ribalta tutte le vicende biografiche della vita del barone Jacques d'Adelswärd-Fersen col suo celebre romanzo "L'Exilé de Capri", pubblicato in Francia nel 1959 da Flammarion, contemporaneamente alla sua traduzione italiana, "L'esule di Capri", edita da Longanesi sempre nel 1959.